# M13/40
M13/40 i jego ulepszona wersja M14/41 – seria włoskich czołgów średnich z okresu II wojny światowej.  

## Historia

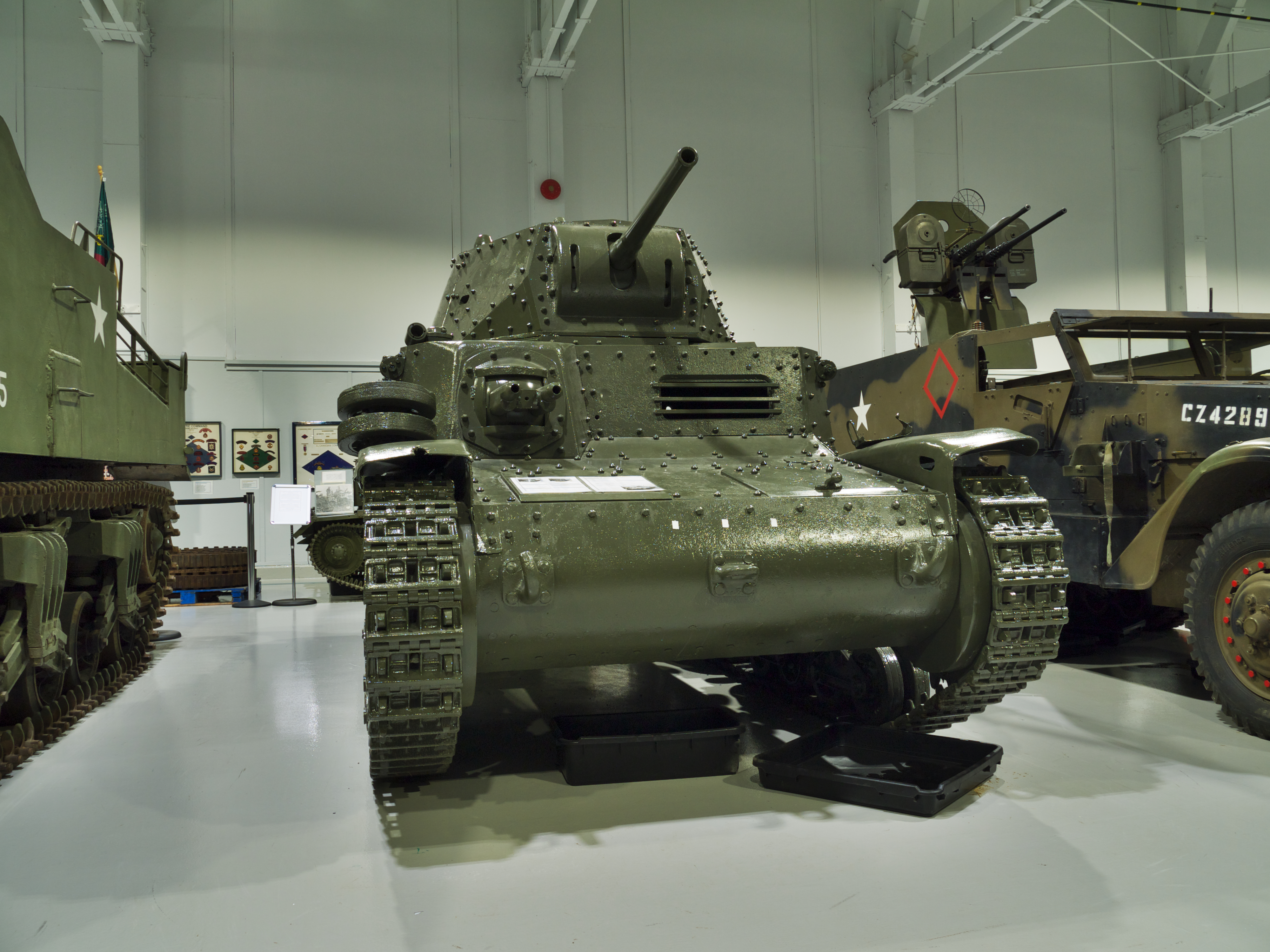
M13/40 w kanadyjskim muzeum

Pod koniec lat 30. we Włoszech skonstruowano czołg średni M11/39. Został on w 1939 roku wprowadzony do uzbrojenia, ale okazało się, że nie jest to konstrukcja udana. Największą wadą było rozmieszczenie uzbrojenia (armata w kadłubowym sponsonie i dwa karabiny maszynowe w wieży). Dlatego rozpoczęto prace nad nowym czołgiem. Powstały pod kierownictwem generała Caracciolo di Feroleto, w wyglądzie zewnętrznym podobne do M11/39 (wykorzystano zawieszenie i układ napędowy tego modelu) ale ze zmienionym uzbrojeniem – działo 47 mm przeniesiono z kadłuba do wieży, a karabiny maszynowe zostały przeniesione do kadłuba. Trzeci karabin maszynowy mógł być montowany na wieży jako uzbrojenie przeciwlotnicze. Do lipca 1940 zbudowano 15 prototypów, do służby weszły później w tym roku, po raz pierwszy uczestniczyły w akcji bojowej pod Sollum-Halfaya 9 grudnia 1940 roku. Użyte były w kampanii afrykańskiej, greckiej i w Jugosławii.  W momencie wejścia do służby były mniej więcej odpowiednikiem PzKpfw III. Nie ustępowały także starszym brytyjskim czołgom A9, A10 i A13 znajdującym się na uzbrojeniu oddziałów brytyjskich walczących w Afryce. Dopiero po pojawieniu się w Afryce oddziałów uzbrojonych w amerykańskie czołgi M3 Stuart i M3 Grant sytuacja włoskich czołgistów pogorszyła się.
M13/40 nie były lubiane przez załogi, uważane były za zawodne i łatwo palące się. Ponad 100 M13/40 zostało zdobytych pod Beda Fomm i przez pewien czas stanowiły uzbrojenie oddziałów angielskich i australijskich.  Służyły także w armii niemieckiej, a po kapitulacji Włoch reszta czołgów została skonfiskowana przez Niemców, otrzymały oznaczenia PzKpfw M13/40 735(i) i PzKpfw M14/41 736(i).

## Warianty
- M14/41 – wersja afrykańska, właz po lewej stronie kadłuba, poprawione filtry powietrza i paliwa, mocniejszy silnik 145 KM Fiat SPA 15T. Wyprodukowano 1103 sztuki.
- Semovente Comando M40 – M13/40 bez wieży w wersji dowodzenia z dodatkowymi radiostacjami.
- Semovente M40 75/18 – działo szturmowe wyposażone w armatę 75 mm. Wyprodukowano 810 sztuk.